# Placówka Straży Celnej „Chośnica Folwark”

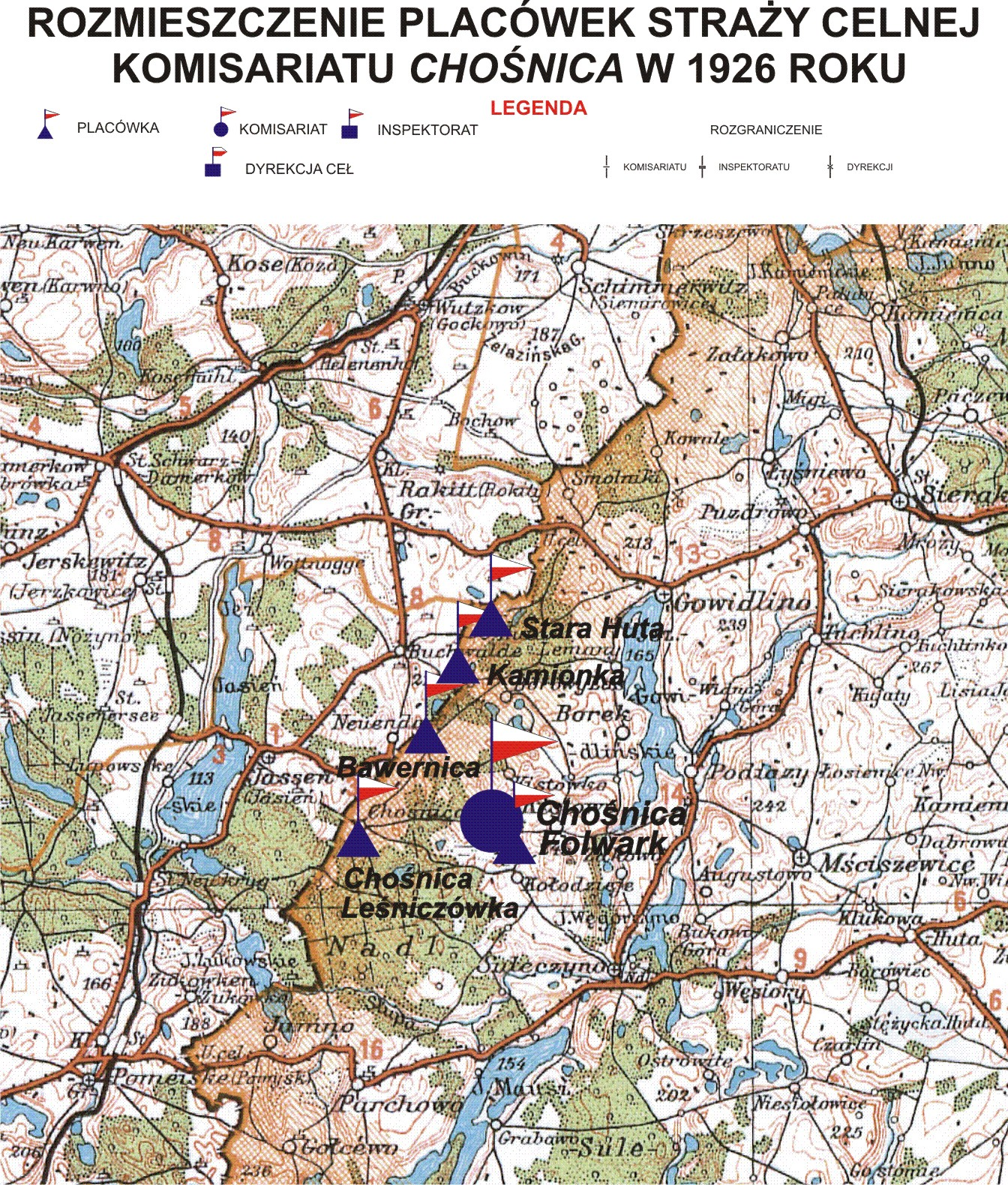
Rozmieszczenie placówek Straży Celnej Komisariatu Chośnica

Placówka Straży Celnej „Chośnica Folwark” – jednostka organizacyjna Straży Celnej pełniąca w okresie międzywojennym służbę ochronną na granicy polsko-niemieckiej.

## Formowanie i zmiany organizacyjne
Na wniosek Ministerstwa Skarbu, uchwałą z 10 marca 1920 roku, powołano do życia Straż Celną. Od połowy 1921 roku jednostki Straży Celnej rozpoczęły przejmowanie odcinków granicy od pododdziałów Batalionów Celnych. W 1921 roku w Gowidlinie stacjonował sztab 1 kompanii 3 batalionu celnego. 1 kompania celna wystawiła między innymi placówkę w Chośnicy. W 1922 roku w Gowidlinie stacjonował sztab 2 kompanii 17 batalionu celnego. 2 kompania celna wystawiła między innymi placówkę w Chośnicy. Proces tworzenia Straży Celnej trwał do końca 1922 roku. Placówka Straży Celnej „Chośnica Folwark” weszła w podporządkowanie komisariatu Straży Celnej „Chośnica” z Inspektoratu SC „Kościerzyna”.
W drugiej połowie 1927 roku przystąpiono do gruntownej reorganizacji Straży Celnej. W praktyce skutkowało to rozwiązaniem tej formacji granicznej. Ochronę północnej, zachodniej i południowej granicy państwa przejęła powołana z dniem 2 kwietnia 1928 roku Straż Graniczna.
Rozkazem nr 2 z 19 kwietnia 1928 roku w sprawie organizacji Pomorskiego Inspektoratu Okręgowego dowódca Straży Granicznej gen. bryg. Stefan Pasławski określił strukturę organizacyjną komisariatu SG „Sierakowice”. Placówka Straży Granicznej I linii „Chośnica” znalazła się w jego strukturze.

## Służba graniczna
Sąsiednie placówki
- placówka Straży Celnej „Bawernica” ⇔ placówka Straży Celnej „Chośnica Leśniczówka” – 1926[10]

## Funkcjonariusze placówki
Kierownicy placówki
| stopień    | imię i nazwisko, numer      | okres pełnienia służby | kolejne stanowisko |
| ---------- | --------------------------- | ---------------------- | ------------------ |
| przodownik | Władysław Szlachetka (2086) | był w 1926             |                    |

Obsada personalna placówki w 1926:
- przodownik Władysław Szlachetka (2086)
- przodownik Feliks Szymański (2178)
- starszy strażnik Jan Piotrowski (2059)
- strażnik Stanisław Górny (549)
- strażnik Jan Dereżyński (486)
- strażnik Ludwik Springer (2179)
- strażnik Władysław Nowakowski (3014)
- strażnik Tomasz Guździoł (1738)
- strażnik Wawrzyniec Kubiak (536)